# Liste schwedischer Hoflieferanten

Schwedische Hoflieferanten erhalten das Privileg, das große Wappen öffentlich führen zu dürfen

In Schweden wird ein Hoflieferant vom Monarchen für seine Verdienste und auf Grund der hohen Qualität der Produkte mit dem Titel Kunglig Hovleverantör (Königlicher Hoflieferant) geehrt.

## Königliche Hoflieferanten (Kunglig Hovleverantör)
Die Liste unten ist auf dem Stand von 2009:

### A
- Abba Seafood AB
- Abu AB
- Ajasto Almanacksförlaget AB
- Amanda Christensen AB
- Annas Pepparkakor
- Arla Foods AB
- Arvid Nordquist H.A.B.
- Askwalls Gravyr AB
- Atelier Borgila AB

### B
- Björn Axén Institute AB
- Björnekulla Fruktindustrier AB
- Bogesunds Väveri AB
- Brio AB
- Brämhults Juice AB
- Bukowski Auktioner AB
- Bölebyns Garveri AB

### C
- Calligraphen AB
- Carlsberg Sverige (Handelsmarke Ramlösa)
- Cloetta Fazer AB (Handelsmarke Cloetta)

### D
- Danica Foods AB (Handelsmarke Örnäs Produkter)
- Delicato bakverk AB
- Dr PersFood AB
- Duro Sweden AB

### E
- E-foto i Borgholm AB
- Ejes Chokladfabrik AB
- EKA-knivar AB
- Elektriska AB Lennström
- AB Engmo
- Engströms Livs, Nockeby torg
- Express-Tryck AB

### F
- Fenix Outdoor AB (Handelsmarke Fjällräven)
- Fram Foods AB/Lysekils
- Freys Hyrverk Stockholm AB
- Frödinge Mejeri AB
- Fällkniven AB
- Fällmans Kött AB
- Föreningen Handarbetets vänner upa

### G
- Gaudy Stockholm AB
- AB Gense
- Grand Hôtel Stockholm
- Gysinge Centrum för Byggnadsvård AB
- Göteborgs Kex AB

### H
- Hardford AB (Handelsmarke vademecum)
- Hovboktryckare Arne Heine
- Henkel Norden AB (Handelsmarke Barnängen)
- HL Hemtextil AB
- Hogia AB
- Hultberg Eftr. Ram o. Förgyllning
- Husqvarna Manufacturing Sweden AB (Handelsmarke Klippo)
- Hästens Sängar AB

### I
- Iittala AB (Handelsmarke Rörstrand)
- IKEA Svenska Försäljnings AB
- Insjöns Väveri AB
- Interiör Inredningstextil CM/AB

### K
- K.A. Almgren Sidenväveri AB
- Kittys Hattar
- Klässbols Linneväveri AB
- Kraft Foods Sverige AB (Handelsmarke Marabou und Gevalia)

### L
- Lars Kjellander, Ordensateljé
- Leaf Sverige AB (Handelsmarke Läkerol)
- Leif Ljungquist AB
- Liljeholmens Stearinfabriks AB
- Lindvalls Kaffe AB
- Lisa Elmqvist Fiskaffär AB
- AB Ludvig Svensson
- Lundhags Skomakarna AB
- Lundqvist Inredningar AB
- Löfbergs Lila AB

### M
- Manfred Ädelsmed
- Martin Olsson Restauranghandel AB
- Mats Jonasson Målerås
- Mauritz Widforss AB
- Melanders Blommor AB
- Militär Ekiperings Aktiebolaget
- Mustadfors Bruks AB
- Märta Måås-Fjetterström AB

### N
- Norma Precision AB
- Norrmejerier Ek. För. (Handelsmarke Västerbottensost)

### O
- AB Operakällaren
- Orrefors Kosta Boda AB
- Oscar Jacobson AB
- AB Oscar Wigén

### P
- Pahne Textil AB Strumpfabrik
- AB Joh. Palmgren
- Paradisverkstaden Design AB
- Polaris Eyewear AB
- Poseidon Diving Systems AB
- Procordia Food AB (Handelsmarke Ekströms, Felix, Önos)
- Pågen AB

### R
- Rikstelegram RT AB
- Rob. Engström AB
- Rosas Handel AB

### S
- Sabis AB
- Sandberg Tyg och Tapet AB
- Scandinavian Eyewear
- Seger Europe AB
- Skeppshultcykeln AB
- Skomakeri Framåt AB
- Skrufs Glasbruk AB
- Skultuna Messingsbruk AB
- Skånska Stearinljusfabriken AB
- Smedbo AB
- Solenbergs Bokbinderi
- Spendrups Bryggeri AB (Handelsmarke Loka)
- AB Sporrong
- AB Stenströms Skjortfabrik
- Sterling Finemballage AB
- Strömma Turism & Sjöfart AB
- Studio Glashyttan i Åhus AB
- Svenskt Tenn

### T
- TeGe-Produkter
- Tretorn Sweden AB
- Tryckeri AB Björkmans Eftr.
- Tvätt i Stockholm AB

### U
- Unilever Sverige AB (Handelsmarke Slotts und Winborgs)

### W
- W. A. Bolin AB
- Wasabröd AB
- Wasasten of Sweden AB

### V
- Victoria Scandinavian Soap AB
- VO Vapen AB

### Z
- Z-Metallform AB
- Zia Design AB